# SP-151
A SP-151 é uma rodovia transversal do estado de São Paulo, administrada pelo Departamento de Estradas de Rodagem do Estado de São Paulo (DER-SP).

## Denominações
Recebe as seguintes denominações em seu trajeto:
Nome:	João Mendes da Silva Junior, Doutor, Rodovia
- De - até:	Limeira - Iracemápolis
- Legislação: LEI 967 DE 09/04/76

Nome:	João Ometto, Rodovia
- De - até:	Iracemápolis - SP-127
- Legislação: LEI 11.799 DE 09/09/2004

## Descrição
Principais pontos de passagem: SP 147 - Limeira - Iracemápolis - SP 127

## Características

### Extensão
- Km Inicial: 0,000
- Km Final: 15,600

### Localidades atendidas
- Limeira
- Iracemápolis
- Piracicaba
- Tanquinho